# 裴骏
裴骏（5世紀—468年），小名皮，字神驹，河东郡闻喜县（今山西省运城市闻喜县）人，出自河东裴氏定著五房之一的洗马裴，北魏官员。

## 生平
裴骏的父亲裴双硕是闻喜县县令，代理建威将军、恒农郡太守，封安邑子，去世后，朝廷赠予平南将军、东雍州刺史、闻喜侯。裴骏幼年聪慧，亲戚们认为他不一般，称他为“神驹”，裴骏于是就用神驹作为表字。裴骏二十岁左右就通读经史，喜欢写文章，行为举止端正有礼度，同乡人很敬重他。
盖吴在关中作乱的时候，汾阴人薛永宗聚集民众响应，屡次攻破一些县城，并前来袭击闻喜县。闻喜县之前没有兵器，人情骚动，县令忧愁惶恐，想不出计策。裴骏在家听说后，便激励乡豪说：“礼法上：君父有难，臣子捐躯。府县如今受到贼人逼迫，是我们显示节义的时候，诸位可以不努力吗？”各个乡豪奋发激昂请求前往，裴骏于是挑选几百骁勇之人前往。贼人听说救兵抵达，就带兵撤退。刺史嘉奖裴骏，把事情上奏。魏太武帝拓跋焘当时亲自讨伐盖吴，接见裴骏，裴骏陈述事情，很符合情理。魏太武帝非常高兴，回头对崔浩说：“裴骏拥有治世的才能，并且忠义值得嘉奖。”裴骏因此补官为中书博士。崔浩也很器重裴骏，视他为三河地区的领袖。裴骏后转任中书侍郎。宋武帝刘骏派遣明僧暠出使北魏，因为裴骏有才干学问，就让裴骏代理给事中、散骑常侍，在边境慰问迎接。皇兴二年（468年），裴骏去世。朝廷赠予平南将军、秦州刺史、闻喜侯，谥号康。

## 家庭

### 儿子
- 裴修，北魏中大夫、兼祠部尚书
- 裴务，州主簿
- 裴宣，北魏征虏将军、南秦州刺史

## 延伸阅读
[在维基数据编辑]
 《魏書·卷45》，出自魏收《魏书》
 《北史/卷038》，出自李延壽《北史》